# Geschützter Landschaftsbestandteil Hecke im Gänsewinkel
Der Geschützte Landschaftsbestandteil Hecke im Gänsewinkel mit einer Länge von 150 m liegt am östlichen Dorfrand von Rösenbeck im Stadtgebiet von Brilon. Das Gebiet wurde 2001 mit dem Landschaftsplan Hoppecketal durch den Kreistag des Hochsauerlandkreises als Geschützter Landschaftsbestandteil (LB) ausgewiesen. Der LB ist umgeben vom Landschaftsschutzgebiet Freiflächen Thülener Bruch / Schwarzes Haupt / Rösenbeck.

## Beschreibung
Der Landschaftsplan führt zum LB aus: „Es handelt sich um eine landschaftsprägende, alte Heckenstruktur in Böschungslage, die das südlich benachbarte Weidegrünland von einem Wirtschaftsweg trennt. Auffallend ist hier insbesondere der hohe Anteil baumartiger Gehölze insbesondere aus Buchen; die – allerdings artenreichere – Strauchschicht stellt nur etwa ein Viertel der Individuen. Das Schutzobjekt ist durch potenziellen Wegeausbau latent gefährdet. 1987 wurde es bereits einmal einstweilig sichergestellt.“

## Schutzzweck
Der Landschaftsplan dokumentiert zum Schutzzweck:
„Als geschützte Landschaftsbestandteile werden Teile von Natur und Landschaft festgesetzt, soweit ihr besonderer Schutz
a) zur Sicherstellung der Leistungsfähigkeit des Naturhaushaltes,
b) zur Belebung, Gliederung oder Pflege des Orts- und Landschaftsbildes oder
c) zur Abwehr schädlicher Einwirkungen
erforderlich ist. Der Schutz kann sich in bestimmten Gebieten auf den gesamten Bestand an Bäumen, Hecken oder anderen Landschaftsbestandteilen erstrecken.“
Zu Verboten ist im Landschaftsplan aufgeführt:
„Nach § 34 Abs. 4 LG ist die Beseitigung eines geschützten Landschaftsbestandteils sowie alle Handlungen, die zu einer Zerstörung, Beschädigung oder Veränderung des geschützten Landschaftsbestandteils führen können, verboten.“
Mit dem Landschaftsplan wurde das Gebot erlassen:
„Die Geschützten Landschaftsbestandteile sind durch geeignete Pflegemaßnahmen zu erhalten, solange der dafür erforderliche Aufwand in Abwägung mit ihrer jeweiligen Bedeutung für Natur und Landschaft gerechtfertigt ist.“